# 1990년 자유부인
"1990년 자유부인"은 1990년에 개봉한 대한민국의 영화이다.

## 캐스팅
- 고두심 : 오선영 역
- 강석우 : 신춘호 역
- 김흥기 : 장태연 역
- 김형자 : 최윤주 역
- 박규식 : 윤민호 역
- 진여진 : 진희 역
- 구명옥 : 미스 박 역
- 박인나 : 슬이 역
- 임미향 : 태숙 역
- 유명순 : 이 여사 역
- 이환웅 : 사무실직원 1 역
- 홍원선 : 사무실직원 2 역
- 곽문숙 : 사무실직원 3 역
- 김흥태 : 사무실직원 4 역
- 박근영 : 사무실직원 5 역